# بالآ، آنکارا

موقعیت جغرافیای بالآ، آنکارا

بالآ (به ترکی استانبولی: Balâ) یک شهر در ترکیه است که در استان آنکارا واقع شده‌است. بالآ وقعیت جغافی۱٬۳۱۰ متر بالاتر از سطح دریا واقع شده‌است.